# Königlich Preußische Gewehrfabrik Erfurt

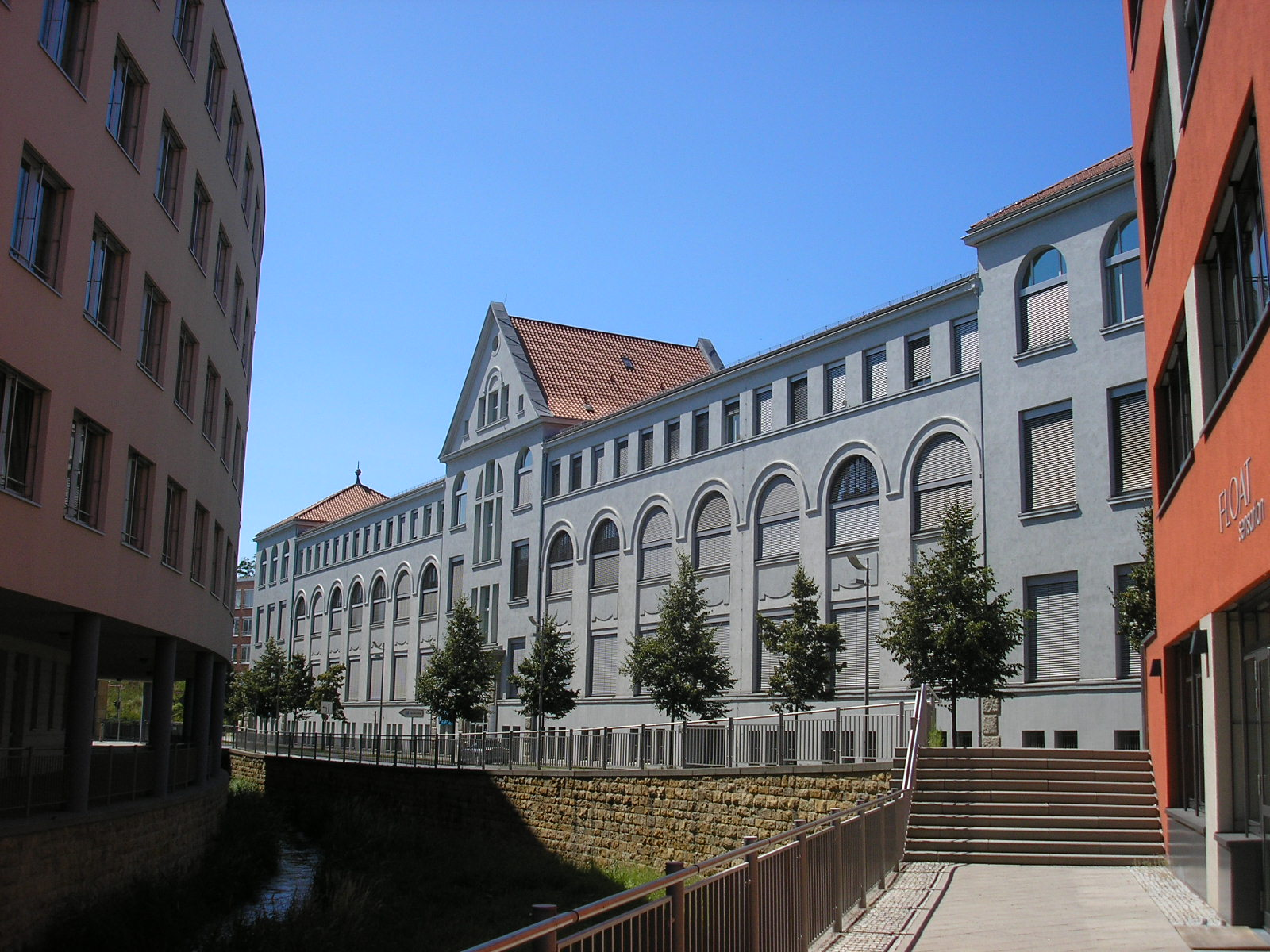
Eines der erhaltenen Werksgebäude im Erfurter Brühl

Die Königlich Preußische Gewehrfabrik Erfurt war einer der führenden deutschen Hersteller für Handfeuerwaffen.

## Gründung
Da die Saarner Gewehrfabrik bei Mülheim an der Ruhr in Grenznähe zu Frankreich lag und im Falle eines Krieges leicht hätte erobert werden können, erfolgte 1862 die Verlegung in das befestigte Erfurt. Nachdem der Militärfiskus 1835 das ungenutzte Gelände des ehemaligen „Mainzerhofes“ im Brühl aufgekauft und die vorhandenen Gebäude abgerissen hatte, errichtete man von 1859 bis 1862 neben Kasernen auch die Gewehrfabrik, die ihren Betrieb am 28. September 1862 aufnahm.

## Produktion bis 1918
Als erste Waffe wurde das Zündnadelgewehr hergestellt. 1866 waren bereits 420 Arbeiter im zeitweise größten Industriebetrieb der Stadt beschäftigt. 1871 begann die Produktion des Infanteriegewehrs Modell 1871. Etwa 1000 Arbeiter fertigten allein im Jahre 1876 60.000 Gewehre. Auch das verbesserte M/1871/84 wurde in Erfurt produziert.
Außerdem fertigte die Gewehrfabrik von 1892 bis 1897 den zuvor von den Firmen Schilling, Haenel, Dreyse und Mauser produzierten Reichsrevolver Modell 1883, Kaliber 10.6 und 10.55 (Millimeter). Insgesamt wurden etwa 248.000 Stück dieser auch „Kurzer Reichsrevolver“ genannten Kurzwaffe in Erfurt hergestellt. Während des Ersten Weltkrieges wurden circa 80 % aller deutschen Handfeuerwaffen in Erfurt gefertigt, darunter etwa 1,5 Millionen Karabiner 98.
Die Gewehrfabrik unterstand dem preußischen Kriegsministerium und wurde von Militärbeamten geleitet. Die Arbeiter waren pensionsberechtigt und die tägliche Arbeitszeit betrug neun Stunden, später acht Stunden. Außerdem gab es soziale Einrichtungen und vorbildliche hygienische Verhältnisse. Bedeutende Erweiterungen der Fabrik erfolgten 1872, 1876 und 1912.
Im Ersten Weltkrieg mussten infolge des Fehlens männlicher Arbeitskräfte viele Frauen eingestellt werden. Der große Bedarf an Waffen führte 1917 zu einem Drei-Schicht-Betrieb rund um die Uhr mit fast 20.000 Beschäftigten.
Während der Novemberrevolution in Deutschland kam es auch in Erfurt zum Aufstand. Gemeinsam mit der Garnison bildeten die Arbeiter der Industrie- und Rüstungsbetriebe einen Arbeiter- und Soldatenrat. Dazu gehörten Angehörige des Artillerie-Regiments (Rudolfstraße), des Infanterie-Regiments (Petersberg) und des Jäger-Regiments. Am 9. November wurde die Kommandantur am Anger besetzt und die Offiziere entwaffnet.

## Produktion nach 1918
1919 fasste die Reichsregierung 13 Heeres- und Marinewerkstätten, darunter auch die Erfurter Gewehrfabrik, in der neu geschaffenen
Deutsche Werke AG zusammen. Nach den Bestimmungen des Versailler Vertrages durften viele Waffen nicht mehr produziert werden. Dazu zählten Handfeuerwaffen mit einem Kaliber von 9 Millimetern. Unter teilweiser Umgehung dieses Verbotes wurden nach Übernahme von Patent und Maschinen des Erfurter Unternehmens „H. Ortgies & Co.“ ungefähr 435.000 Ortgies-Pistolen hergestellt, deren Läufe im Kaliber 6.35, 7.65 und 9 (Millimeter) auswechselbar waren. Die Produktion wurde schließlich 1923 von der Alliierten Kontrollkommission untersagt. Daraufhin gab man die Waffenproduktion auf und stellte auf Büromaschinen um. An der nun Deutsche-Werke-Schreibmaschinengesellschaft mbH firmierenden Unternehmung beteiligte sich die AEG mit 50 Prozent. Die zweite Anteilshälfte erwarb die AEG 1929. Produziert wurden Büromöbel, sowie Schreib- und Büromaschinen. 1930 erfolgte die Umbenennung in Europa Schreibmaschinen AG Berlin – Erfurt. Ein Jahr nach den Olympischen Spielen 1936 in Berlin trat das Werk mit dem Schreibmaschinenmodell „Olympia“ unter der Firma Olympia-Büromaschinenwerk-AG Erfurt auf den Markt.
Neben der Wiederaufnahme der Gewehrproduktion im Zweiten Weltkrieg erfolgte auch die Herstellung von z. B. Chiffriermaschinen Enigma (Deutsches Fertigungskennzeichen: „aye“). 1944 beschäftigte das Werk 3.437 Mitarbeiter, darunter 705 Zwangsarbeiter.

## Produktion nach 1945
Nachdem die Fabrik zum Ende des Zweiten Weltkrieges schwere Zerstörungen erlitten hatte, folgte 1945 die Enteignung, sowie 1946 die Umwandlung zur Sowjetischen Aktiengesellschaft (SAG). Der daraus hervorgegangene VEB Optima Büromaschinenwerk Erfurt stellte wieder Büromaschinen her. Die Waffenproduktion wurde nicht wieder aufgenommen.

## Nutzung der ehemaligen Gewehrfabrik heute
Nach denkmalgerechter Sanierung werden die noch vorhandenen Gebäude der ehemaligen Gewehrfabrik am Mainzerhoferplatz 13 / Maximilian-Welsch-Straße als „Bürohaus am Dom“ genutzt.

## Kommandanten
Preußische Kommandanten der Gewehrfabrik
- 1858 Major von Garnier
- 1864 Oberst Krampf
- 1876 Generalmajor Jagemann
- 1883 Oberstleutnant Rickel
- 1886 Major Lange
- 1891 Major von Loesewitz
- 1895 Major Lüttich
- 1899 Major Lehmann
- 1900 Major Petersen